# غويلفورد (مين)
غويلفورد (بالإنجليزية: Guilford, Maine)‏ هي بلدة أمريكية تقع في الولايات المتحدة في مقاطعة بيسكاتاكيس. يقدر عدد سكانها بـ 1,521 نسمة ومساحتها 92.49 كم2 وترتفع عن سطح البحر 121.92 متر.

## التركيبة السكانية
قام مكتب تعداد الولايات المتحدة بتحديد بيانات التركيبة السكانية لغويلفورد في تعداد الولايات المتحدة. في ما يلي، التركيبة السكانية حسب تعدادي 2000 و2010.

### تعداد عام 2000
بلغ عدد سكان غويلفورد 1,531 نسمة بحسب تعداد عام 2000، وبلغ عدد الأسر 652 أسرة وعدد العائلات 438 عائلة مقيمة في البلدة. في حين سجلت الكثافة السكانية 43.8 نسمة لكل ميل مربع (16.9/كم2). وبلغ عدد الوحدات السكنية 857 وحدة بمتوسط كثافة قدره 24.5 نسمة لكل ميل مربع (9.5/كم2).
وتوزع التركيب العرقي للبلدة بنسبة 96.28% من البيض و 0.65% من الأمريكيين الأصليين و 0.65% من الأمريكيين ذوي الأصول الآسيوية و 0.13% من الأمريكيين الأفارقة و 2.16% من عرقين مختلطين أو أكثر.
بلغ عدد الأسر 652 أسرة كانت نسبة 27.3% منها لديها أطفال تحت سن الثامنة عشر تعيش معهم، وبلغت نسبة الأزواج القاطنين مع بعضهم البعض 49.1% من أصل المجموع الكلي للأسر، ونسبة 12.7% من الأسر كان لديها معيلات من الإناث دون وجود شريك، وكانت نسبة 32.8% من غير العائلات. وبلغ متوسط حجم الأسرة المعيشية 2.79، أما متوسط حجم العائلات فبلغ 2.35.
وكانت نسبة 23.4% من القاطنين تحت سن الثامنة عشر، وكانت نسبة 7.5% بين الثامنة عشر والأربعة وعشرون عاماً، ونسبة 25.9% كانت واقعةً في الفئة العمرية ما بين الخامسة والعشرون حتى والأربعة وأربعون عاماً، ونسبة 25.3% كانت ما بين الخامسة والأربعون حتى الرابعة والستون،
بلغ متوسط دخل الأسرة في البلدة 27,500 دولار، أما متوسط دخل العائلة فبلغ 32,311 دولار. وكان متوسط دخل الذكور 26,176 دولار مقابل 20,000 دولار للإناث. وسجل دخل الفرد الخاص بالبلدة 14,303 دولار. وكانت نسبة 11.2% من العائلات ونسبة 16.4% من السكان تحت خط الفقر،

### تعداد عام 2010
بلغ عدد سكان غويلفورد 1,521 نسمة بحسب تعداد عام 2010، وبلغ عدد الأسر 693 أسرة وعدد العائلات 426 عائلة مقيمة في البلدة. في حين سجلت الكثافة السكانية 43.6 نسمة لكل ميل مربع (16.8/كم2). وبلغ عدد الوحدات السكنية 882 وحدة بمتوسط كثافة قدره 25.3 لكل ميل مربع (9.8/كم2).
وتوزع التركيب العرقي للبلدة بنسبة 96.9% من البيض و 0.5% من الأمريكيين الأصليين و 0.7% من الأمريكيين ذوي الأصول الآسيوية و 0.1% من سكان جزر المحيط الهادئ و 0.1% من الأمريكيين الأفارقة و 1.4% من عرقين مختلطين أو أكثر.
بلغ عدد الأسر 693 أسرة كانت نسبة 24.2% منها لديها أطفال تحت سن الثامنة عشر تعيش معهم، وبلغت نسبة الأزواج القاطنين مع بعضهم البعض 44.6% من أصل المجموع الكلي للأسر، ونسبة 11.1% من الأسر كان لديها معيلات من الإناث دون وجود شريك، بينما كانت نسبة 5.8% من الأسر لديها معيلون من الذكور دون وجود شريكة وكانت نسبة 38.5% من غير العائلات. تألفت نسبة 33.5% من أصل جميع الأسر من أفراد ونسبة 16.2% كانوا يعيش معهم شخص وحيد يبلغ من العمر 65 عاماً فما فوق. وبلغ متوسط حجم الأسرة المعيشية 2.70، أما متوسط حجم العائلات فبلغ 2.19.
بلغ العمر الوسطي للسكان 46.3 عاماً. وكانت نسبة 19.4% من القاطنين تحت سن الثامنة عشر، وكانت نسبة 6.9% بين الثامنة عشر والأربعة وعشرون عاماً، ونسبة 22.4% كانت واقعةً في الفئة العمرية ما بين الخامسة والعشرون حتى والأربعة وأربعون عاماً، ونسبة 30.4% كانت ما بين الخامسة والأربعون حتى الرابعة والستون، ونسبة 20.8% كانت ضمن فئة الخامسة والستون عاماً فما فوق. وتوزع التركيب الجنسي للسكان بنسبة 47.9% ذكور و52.1% إناث.